# Església parroquial de Sant Josep (l'Alguenya)
L'església parroquial de Sant Josep a l'Alguenya (Vinalopó Mitjà, País Valencià) data de l'any 1828, quan el bisbe d'Oriola Felipe Herrero Valverde va decretar la creació d'una vicaria rural en aquesta localitat, dependent de la parròquia de Monòver.
Es va construir sobre el solar en el que, fins aleshores, existia una ermita. És d'estil romànic, ocupa una superfície de trenta-dos metres de fons, per dotze d'ample o frontera.
Té una gran nau central i una capella en una de les seues laterals. Es tracta d'una església caracteritzada principalment per les seues dues torres bessones, quadrades, una de les quals alberga un rellotge, i l'altra tres campanes. Originàriament només disposava d'una torre (a llevant) que va ser construïda al mateix temps que l'església. La torre de ponent es va aixecar l'any 1930, sota la direcció del rector D. José García, amb el mateix estil que la germana, construint-hi, a més, la terrassa que uneix ambdues torres.